# Bandeira de Várzea Alegre
A Bandeira de Várzea Alegre é um dos símbolos oficiais do município de Várzea Alegre, estado do Ceará, Brasil. Foi adotada através da lei municipal nº 006 de 22 de setembro de 1968.

## História
A bandeira foi idealizada pelo ex-vice-prefeito Tibúrcio Bezerra de Morais Neto e criada pela Lei Municipal Nº 006 de 22 de setembro de 1968, na gestão do ex-prefeito Dr. Pedro Sátiro. Dr. Pedro Sátiro teve a iniciativa da criação da bandeira depois de participar de um evento social do Lions Clube, ocasião na qual no desfile das cidades, Várzea Alegre não tinha sua bandeira. Ele teve a iniciativa e Tibúrcio Bezerra idealizou o formato de acordo com história da cidade.

## Características
A bandeira possui dois campos horizontais de iguais proporções, sendo um verde e outro vermelho, abrindo-se ambos ao centro num grande circulo em cor branca, no interior do circulo se engasta o mapa do Município, partido ao meio em cores também verde e vermelho. No campo verde se ergue bem vivo ao sol, com simbolismo de um futuro iluminado de esperanças, no campo vermelho se situa o monte encimado pela cruz, para caracterizar a civilização ao nascente e a tradição religiosa da terra. Em torno do mapa é aplicado no branco seis estrelas douradas representando os seis distritos que formam a unidade municipal. O circulo central acha-se entre duas faixas com os seguintes dizeres: na parte superior CONFIA NO PORVIR, na parte inferior SORRIR AO PASSADO.